# Mode de compatibilité
 (novembre 2024).
Si vous disposez d'ouvrages ou d'articles de référence ou si vous connaissez des sites web de qualité traitant du thème abordé ici, merci de compléter l'article en donnant les références utiles à sa vérifiabilité et en les liant à la section « Notes et références ».
Un  mode de compatibilité  est un mécanisme logiciel qui émule un processeur, système d'exploitation, et/ou une plateforme matérielle afin de permettre à des  logiciels obsolètes de rester compatible avec le nouveau matériel ou logiciel,.
Cela diffère d'un émulateur. Un émulateur crée typiquement une architecture virtuelle sur le système hôte. Un mode de compatibilité transforme seulement les anciens appels de fonctions en appels que le système hôte peut comprendre.
Le Mode Classic de Mac OS X et le mode de compatibilité de Windows XP, permettent tous deux à des applications conçues pour d'anciennes versions du système d'exploitation de tourner.